# Iijoki
L'Iijoki è il terzo fiume più lungo della Finlandia, situato nell'Ostrobotnia settentrionale.
Il fiume sfocia dopo circa 370 km nel Golfo di Botnia con un piccolo estuario. I suoi affluenti principali sono i piccoli fiumi di Siuruanjoki e Livojoki.